# Alfa Romeo V1035
L'Alfa Romeo V1035 è un motore da competizione realizzato dalla casa costruttrice Alfa Romeo nella seconda metà degli anni ottanta. Avrebbe dovuto sostituire il motore 4 cilindri 1.5 turbo denominato Alfa Romeo 415/85T sulla F1 Alfa-Ligier a partire dal 1988.

## Contesto
Il 1° giugno 1984 l'Autodelta sostituì il D.T. Carlo Chiti con Gianni Tonti, proveniente dal Reparto Corse Lancia. Dal 1983 l'Autodelta forniva i motori all'Euroracing che partecipava al Campionato Mondiale di F1 con i piloti: Eddie Cheever e Riccardo Patrese. Tonti iniziò a modificare radicalmente il motore turbo 8 cilindri a V che accusava un eccessivo consumo di carburante. Contemporaneamente, da settembre '84, iniziò la progettazione di un motore 4 cilindri turbo che avrebbe dovuto sostituire il più ingombrante e pesante motore 8 cilindri a partire dal 1986. Nel 1985 scadeva il contratto con l'Euroracing e l'Alfa Romeo decise di non rinnovarlo perché riteneva il Team di Pavanello inadeguato. Mario Felici D.G. dell’Autodelta a luglio 1985 iniziò a contattare altri Team di F1 per fornirgli il motore 415.T a partire dal 1986.
Però a metà settembre 1985 furono sostituiti i vertici dell'Alfa Romeo, i nuovi: Tramontana, Alzati e Micheletta, introdussero importanti cambiamenti per rendere l’Azienda più efficiente. Anche l’attività sportiva fu coinvolta: l'Autodelta cessò di essere una Società e fu inglobata nell'Alfa Romeo con il nome Alfa Corse che era lo stesso che aveva il Reparto Corse Alfa negli anni Trenta. Lo stabilimento e il personale rimasero a Settimo Milanese e Gianni Tonti fu nominato Direttore Responsabile.
Cambiò la politica sportiva: la nuova gamma di vetture Alfa Romeo doveva rimarcare la sua immagine sportiva e l'Alfa Corse collaborò direttamente con la Progettazione e la Sperimentazione di Arese per la costruzione e la realizzazione di prototipi per la produzione. Per la fornitura di motori per la F1 scadeva il tempo utile per accordarsi con un Team e si preferì prendere un anno di pausa per dedicarsi maggiormente ai programmi legati alla produzione.
Per completare la delibera del motore 415.T l’Alfa Corse comprò un telaio del 1985 dall’Euroracing e fece diverse giornate di prove in pista a Balocco, con Giorgio Francia. I Team interessati erano: Lotus, Williams e Ligier e a metà 1986 si concluse l'accordo con Ligier per la durata di 3 anni, dal 1987 al 1989.
Altre attività nel 1986 furono la progettazione e la realizzazione della monoposto Alfa Boxer, l'evoluzione Gruppo A dell'Alfa 75 turbo e la costruzione di alcuni prototipi di vetture di produzione. Inoltre, ebbe iniziò il progetto di un nuovo motore F1 aspirato.
Jean-Marie Balestre, durante il G.P. di Monza (7 settembre 1986) comunicò ai Costruttori di Motori che la FIA intendeva sostituire i motori turbo in F1 con dei motori aspirati di 3500 cc. Fu stabilità questa cilindrata perché pensata come equivalenza con i motori 1500 cc turbo. Il passaggio sarebbe avvenuto gradualmente in 2 o 3 anni.
Tonti iniziò subito a pensare quale sarebbe stata la scelta migliore per il nuovo motore. Si confrontò con i telaisti (Patrick Head, Gérard Ducarouge e Michel Tetu) e tutti e tre furono concordi nel dire che il motore avrebbe dovuto privilegiare: la leggerezza, avere ingombri ridotti e essere stretto per avere molto spazio disponibile per l'aerodinamica della vettura. Per soddisfare queste richieste Tonti preparò una tabellina con pesi, dimensioni e potenze stimate, dei motori F1 esistenti in quelle cilindrate che erano 8 e 12 cilindri. Ma nessuno soddisfaceva pienamente le sue aspettative, l’8 cilindri per la potenza e il 12 per pesi e ingombri. Il compromesso migliore stava in mezzo: un 10 cilindri. E incominciò a parlarne con l’ingegner Francesco De Virgilio, il papà della Lancia Aurelia. 
La FISA a Parigi il 3 ottobre 1986 stabilì che sulle vetture di F1 dal 1987 i motori aspirati di 3500 cc. potevano essere montati in alternativa ai motori turbo di 1500 cc; nel 1988 sarebbe continuata la convivenza motori turbo e motori aspirati, ma con regole tecniche che favorivano gli aspirati e dal 1989 solo motori aspirati. 
Questa decisione obbligò Gianni Tonti ad avviare un progetto di motore aspirato, convocò una riunione all'Alfa Corse il 7 ottobre 1986 con i suoi stretti collaboratori: Franco Antoniazzi (responsabile Sperimentazione Motori), Giuseppe D'Agostino (capo dell'Ufficio Tecnico) e invitò anche De Virgilio. Il tema era iniziare il progetto di un motore aspirato per la F1 e che cosa pensavano della sua idea di un 10 cilindri. 
Dopo qualche perplessità e con il supporto di Francesco De Virgilio che, nel lontano 1953, aveva già studiato l'equilibratura di un motore 10 cilindri, tutti contribuirono con entusiasmo a realizzare il progetto del motore Alfa 10.35 V 72°. 
Fino a dicembre 1986 tutto procedette celermente, rispettando il programma di realizzazione del nuovo motore e il programma in F1 con la Ligier.
Alla fine del 1986 Alfa Romeo passò improvvisamente da azienda statale ad azienda del gruppo Fiat e cambiarono tutti i piani industriali. Riguardo l’attività sportiva la Fiat non vedeva di buon occhio una Alfa Romeo in F1 in concorrenza con la Ferrari e a fine marzo, alla vigilia del primo Gran Premio 1987 di F 1 in Brasile, con un pretesto venne bruscamente stracciato il contratto con la Ligier. All'Alfa Corse fu ordinato di interrompere i programmi relativi al motore 415.T e in un primo tempo di sospendere anche il progetto del motore 10 cilindri. Poi, grazie al diretto intervento di Vittorio Ghidella, allora A.D. di Fiat Auto, che comprese il valore di un motore completamente innovativo, il progetto del motore 10 cilindri proseguì.
Così l’Alfa Corse poté completare la realizzazione del motore 10 cilindri. I test in sala prova iniziarono il 1° luglio 1987 e fu deliberato con 600 CV a 12000 giri/m’.
Poi, all’inizio del 1988 l’Alfa Corse allestì una F1, telaio Euroracing del 1985, con il motore Alfa Romeo 10.35 V, per effettuare diverse prove sulla pista di Balocco, con Giorgio Francia. Ad aprile 1988 il motore era pronto per essere montato su una vettura da corsa.

## La tecnica
- Motore 10 cilindri a V di 72° - alesaggio mm 88 - corsa mm 57,52 – cilindrata totale 3498,5 cc.
- Dimensioni: lunghezza mm 685 – larghezza mm 575 – altezza mm 480 – peso kg 146.
- Corpo motore: basamento e cilindri in un unico monoblocco di lega di alluminio ad alta resistenza RR 356 fuso in terra, canne con riporto di Nikasil.
- Coppa olio con carter secco: fusione in terra in lega di alluminio RR356 e poi in lega di magnesio.
- Teste in lega di alluminio ad alta resistenza RR 350 fuse in terra, con 2 soluzioni: 4 valvole per cilindro e 5 valvole per cilindro.
- Fusioni di magnesio: coperchi teste e basamento, corpi pompe olio e pompa acqua, collettori aspirazione e carter alternatore.
- Albero motore con 6 supporti di banco e 5 perni biella (2 bielle per ogni perno).
- Bielle in titanio stampato.
- 4 assi distribuzione in testa che comandano direttamente le valvole tramite punterie meccaniche.
- Sedi valvole di bronzo al berillio e valvole di titanio.
- Iniezione e accensione integrate della Bosch.
- Comando acceleratore tramite ghigliottine.

Per l’equilibratura dell’albero motore e le valutazioni per l’affidabilità l’Alfa Corse si è avvalsa del Centro Calcoli della Direzione Tecnica di Arese.

## Altri utilizzi
Alfa Romeo 164 ProCar

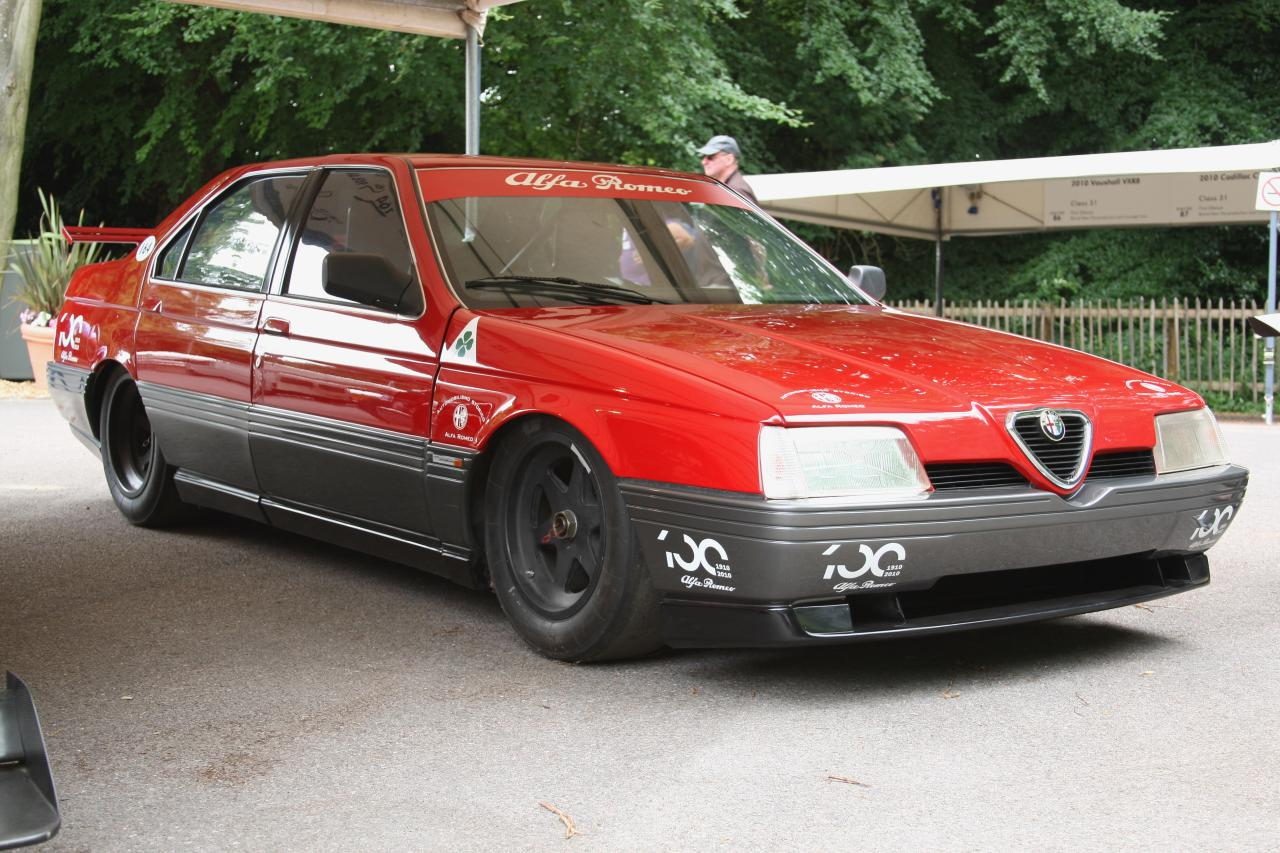
L'Alfa Romeo 164 ProCar esposta al Goodwood Festival of Speed nel 2010

A Luglio 1987, mentre il motore già girava nelle Sale Prova dell'Alfa Corse, l'ing. Ghidella annunciò di avere raggiunto un accordo con Bernie Ecclestone, allora presidente della FOCA e proprietario del Team Brabham, per realizzare una vettura con telaio Brabham e motore 10 cilindri Alfa Romeo.
Ecclestone aveva convinto Jean-Marie Balestre a organizzare un Campionato Mondiale Marche con delle vetture, chiamate “Pro-Car” (Production Car), con la carrozzeria di un modello di produzione della Casa Automobilistica e sotto con le caratteristiche tecniche della F1.
L’aspetto politico e finanziario veniva trattato direttamente da Ecclestone e da Ghidella. La responsabilità del progetto faceva capo all'Alfa Romeo che avrebbe partecipato al Campionato Mondiale Marche con il suo nome e la vettura scelta fu la nuova Alfa 164. Gianni Tonti era il Capo Progetto e lavorò in stretta collaborazione con John Baldwin, D.T. della Brabham. Quest’ultima ebbe l’incarico dall’Alfa Romeo di realizzare il telaio.
Nel mese di Aprile 1988 l’Alfa Corse deliberò il motore 10.35 V dopo un nutrito numero di prove a Balocco, su una F1 ex Euroracing del 1985, pilota Giorgio Francia. Dopodiché il motore fu portato alla Brabham dove, insieme ai motoristi Alfa Corse fu montato sul telaio.
A luglio 1988 la Brabham consegnò la prima Alfa 164 Procar all’Alfa Corse per essere completata della strumentazione e dell’impianto elettrico. Ad agosto fu collaudata per due giorni a Balocco, con Giorgio Francia e alla domenica mattina del Gran Premio di Monza (11 settembre 1988) fece un paio di giri guidata da Riccardo Patrese. Sarà l’unica apparizione pubblica perché negli stessi giorni la FIA comunicò che il nuovo Campionato Mondiale Marche con le vetture Procar non si sarebbe fatto, colpa dell’Associazione Costruttori che prima l’avevano approvato e poi però nessun altro, oltre l’Alfa Romeo, realizzò la vettura.
Alfa Romeo Gruppo C

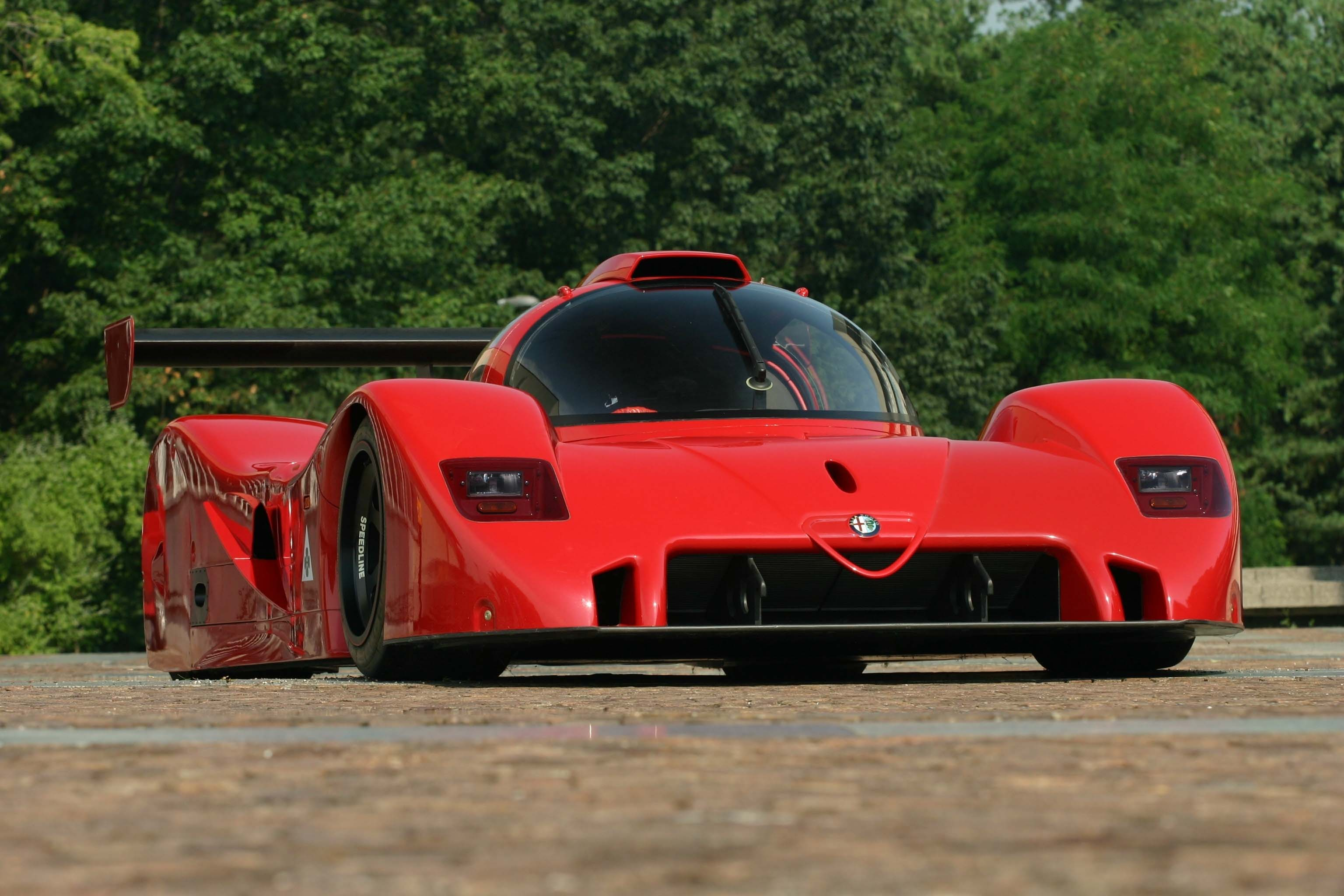
L'Alfa Romeo Sport Prototipo

Vittorio Ghidella non si arrese, egli riteneva che l’anima sportiva dell’Alfa Romeo non potesse limitarsi alle gare Turismo ma dovesse partecipare al Campionato Mondiale Sportprototipi che, fallita la proposta Procar, continuava con le Gruppo C. Anche questa categoria andava verso l’abbandono dei motori turbo, ecco allora l’opportunità di utilizzare il motore Alfa Romeo 10.35 V.
Il progetto Alfa Romeo Gruppo C iniziò all’Alfa Corse con l’acquisto di un telaio Lancia LC2 dal Team Mussato sul quale fu montato il motore 10 cilindri per iniziare le prove in pista. Mentre in Galleria Vento veniva studiata una nuova carrozzeria, con il tecnico aerodinamico Giorgio Camaschella. La vettura fu completata e iniziarono i test a Balocco, con Giorgio Francia. Ma anche questa vettura ebbe vita breve e finì presto nel Museo alfa Romeo. A metà ottobre 1988 cambiò di nuovo tutto con l’uscita di Vittorio Ghidella dal Gruppo Fiat. Sotto il nuovo A.D. della Fiat Auto Paolo Cantarella si completò la fusione tra l’Alfa Corse e l’Abarth, con gli uomini di Torino in posizione dominante. Cesare Fiorio divenne il capo responsabile di tutte le attività sportive della Fiat Auto (esclusa la Ferrari) e Claudio Lombardi, suo vice e responsabile tecnico.  Il primo esempio di come si sarebbe sviluppata l’attività sportiva fu proprio la realizzazione dell’Alfa Romeo Gruppo C che fu gestita come un progetto Abarth, con la sigla “SE O48” con l’ingegner Sergio Limone come capo progetto, coadiuvato da Giuseppe Pedrotta e da Ignazio Lunetta. Poi con Giorgio Camaschella responsabile dell’aerodinamica.
Per il motore, Fiorio e Lombardi, decisero di abbandonare il 10 cilindri Alfa Romeo e utilizzare il motore 12 cilindri 3500 cc della F1 Ferrari. Ufficialmente per fare sinergie di gruppo, in verità il 10 cilindri Alfa Romeo non fu mai amato da Torino (fu realizzato solo grazie a Ghidella) e poi fu possibile grazie al fatto che non c’era più Enzo Ferrari che molto probabilmente si sarebbe opposto. Comunque, la conversione del 12 cilindri Ferrari da motore per gare di 300 Km a gare di durata, di 1000 Km e di 24 ore, fu fatta all’Alfa Corse, dai suoi motoristi guidati da Giuseppe D’Agostino. Tutti i motori delle vetture sportive Alfa Romeo furono tutti realizzati e sviluppati dall’Alfa Corse: dal 10.35 V ai motori per il Campionato USA IndyCar, e ai motori per le Granturismo fino al V6 2.5E per il Campionato DTM. Nel nuovo organigramma delle Attività Sportive del Gruppo Fiat Gianni Tonti fu nominato Direttore Pianificazione e Organizzazione e non si occupò più dei progetti vetture e motori.
L’Alfa Romeo Gruppo C, con motore derivato dalla F1 Ferrari, fu completata, ma mai provata e fu destinata direttamente al Museo Alfa Romeo. I vertici Fiat cambiarono nuovamente idea: l’Alfa Romeo non doveva più costruire una vettura Gruppo C, ma costruire un motore per il Campionato IndyCar in USA.

## Il seguito
Fino alla chiusura del Museo Storico Alfa Romeo di Arese nel 2011 (riaperto poi nel 2015 dopo il riammodernamento) è stato possibile osservare un esemplare del motore V1035  vicino alla 164 ProCar e alla Sport Prototipo, nella galleria dei prototipi al primo piano interrato, assieme ad altre vetture che hanno fatto la storia del biscione, come ad esempio l'Alfa Romeo 155 V6 TI DTM o l'Alfa Romeo Tipo 33.
Negli anni successivi il progettista del motore, l'ing. Pino d'Agostino, è stato uno dei principali tecnici di Maranello, impiegato tra l'altro nel reparto motori e contribuendo in modo fondamentale soprattutto al ritorno al titolo costruttori del 1999 (dopo un'astinenza di 16 anni) e a quello piloti vinto da Michael Schumacher nel 2000, che mancava da 21 anni.